# Sankt Ruprecht an der Raab
Sankt Ruprecht an der Raab é um município da Áustria, situado no distrito de Weiz, no estado da Estíria. Tem 41,08 km² de área e sua população em 2019 foi estimada em 5.323 habitantes.